# حق ذهنی

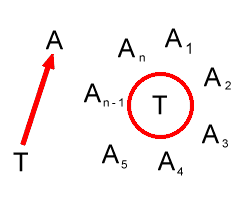
مرتبط

حقّ ذهنی (که از آن با عنوان حقّ فردی یا حقّ شخصی نیز یاد می‌شود) حقّی است که متعلّق به یک شخص یا بخشی از یک اجتماع است. یعنی اختیاری یا اختیاراتی که به آنها داده شده تا بعضی فعالیّت‌ها را انجام دهند. به عنوان نمونه حقّ رأی، حقّ تعلیم و تربیت، حقّ کار و شغل، حقّ آزادی بیان و مانند این‌ها.
حقوق ذهنی به معنی اختیاراتی است که سامانه عینی برای هر فرد در نظر گرفته‌است.